# Aage Rasmussen (plakatkunstner)
 Der er flere personer med dette navn, se Aage Rasmussen.
Aage Rasmussen (født 20. oktober 1913 i Holevad Sogn, død 11. november 1975 i København) var en dansk tegner og plakatkunstner, uddannet på Det tekniske Selskabs Skole og Kunsthåndværkerskolen i København.
Aage Rasmussen er kendt for blandt andet sine mange litografiske plakater for DSB, hvoraf den ikoniske lyntogsplakat (med speedometeret på 120) fra 1937 regnes for hans gennembruds- og mesterværk. Samme år skabte han den ligeledes funktionalistisk inspirerede plakat for Storstrømsbroen, der netop var opført.
Aage Rasmussen oplevede på mange måder sin storhedstid tidligt i karrieren, idet årene 1937-38 også gav ham international hæder med en præmiering med æresdiplom på verdensudstillingen i Paris og desuden tildeling af af førsteprisen i Berlingske Tidendes konkurrence om den nye, danske turistplakat. Den verdensberømte plakatkunstner A.M. Cassandre var en del af dommerkomiteen, og Aage Rasmussen vandt med et bidrag, der senere blev kendt som plakaten DANMARK (international variant: DENMARK) med en vajende kornmark i forgrunden.
Plakaten blev dog først trykt og masseproduceret og -distribueret efter 2. verdenskrig (i 1948), og det i let modificeret form, idet en bondegård, der optræder som centralt element, er udskiftet med en kirke.
Han fik også præmie ved den Internationale Plakatudstilling i Japan 1939. 
Verdenskrigen og besættelsen af Danmark satte i en periode en stopper for Aage Rasmussens produktivitet, og det blev kun til enkelte opgaver. Efter krigen fik han dog igen for alvor gang i produktionen og markerede sig med plakater inden for  især rejse-, transport-, folkeoplysnings- og turistområderne.